# Gamle Vossebanen
Gamle Vossebanen er en del af Norsk Jernbaneklubb, der kører med veterantog mellem Garnes og Midttun på Vossebanen nær Bergen i Norge. Der køres fra juni til september, typisk med damplokomotiv af NSB type 18 og vogne af træ. Desuden køres der særtog med en dieselmotorvogn af NSB type 86
Vossebanen, som der køres på, åbnede mellem Voss og Bergen 11. juli 1883 og indgik i Bergensbanen i 1909. 1. august 1964 blev banen omlagt mellem Tunestveit og Bergen, da Ulrikentunnelen og Arnanipatunellen blev taget i brug. Den gamle strækning blev imidlertid bevaret og benyttet til godstrafik i skiftende omfang. Fra Tunestveit kørte der således godstog til Seimsmark på Gamle Vossebanens senere strækning, og fra 1. marts 1980 fortsattes videre til Midttun. Til gengæld nedlagdes strækningen fra Midttun til Minde samme dag. Godstrafikken fra Tunestveit blev indstillet i marts 2001, men sporet ligger der stadig.
Norsk Jernbaneklubb begyndte deres arbejde på strækningen i 1981, og fra 1993 begyndte man at køre veterantog mellem Garnes og Midttun.